# 駐日韓国大使館 韓国文化院
駐日韓国大使館 韓国文化院（ちゅうにちかんこくたいしかん かんこくぶんかいん、朝: 주일한국대사관 한국문화원、英: Korean Cultural Center in Japan）は、日本における韓国文化の総合窓口の役割を担っている大韓民国（韓国）の政府機関。正式名称は駐日本国大韓民国大使館 韓国文化院。現在、東京都新宿区四谷に所在する。

## 沿革
- 1979年5月10日 開院(東京 池袋 サンシャインシティ・サンシャイン60ビル)

「韓国文化院 友のニュース」創刊。韓国文化院監修「月刊 韓国文化」創刊、朝鮮語教室を開講。
開館記念行事として「韓国の古刺繍展」、さらに講演と実演「男寺党の人形劇」をはじめ、韓国映画上映会、文化講演会などの行事を開催。
- 1988年ソウルオリンピック大会の開催決定以後、韓国について興味や関心を持つ人々が増え、「古代朝鮮」語との比較、朝鮮通信使などの韓日関係史などをテーマにした行事及び伝統音楽、舞踊などを次々と積極的に開催。
- 1995年3月、港区南麻布の韓国中央会館別館に移転。

文化芸術分野以外にも、観光、スポーツ交流、青少年交流など多様な分野の交流事業を支援。
- 2001年から毎年東京国際映画祭協賛企画「Korean Cinema Week」を開始。
- 2002年に文化院公式サイト（http://www.koreanculture.jp）が開設。
- 韓国文化院が発行協力をする韓国文化総合誌「月刊スッカラ（SUKKARA）」が2006年に創刊。
- 2009年5月11日、韓国文化院庁舎「Korea Center」オープン。30周年を機に海外の文化院として初めてとなる単独庁舎「Korea Center」を四谷4丁目に建設し移転した。

## 歴代院長
| 順位 | 名前          | 在職任期                  |
| ---- | ------------- | ------------------------- |
| 1    | 李元洪 이원홍 | 1979年5月10日 - 1980年5月 |
| 2    | 崔兌洵 최태순 | 1980年5月 - 1983年1月     |
| 3    | 尹鐸 윤탁     | 1983年1月 - 1988年1月     |
| 4    | 鄭亨壽 정형수 | 1988年1月 - 1989年8月     |
| 5    | 金光植 김광식 | 1989年8月 - 1993年9月     |
| 6    | 朴正浩 박정호 | 1993年9月 - 1996年10月    |
| 7    | 鄭鎭永 정진영 | 1997年1月 - 1999年8月     |
| 8    | 金鍾文 김종문 | 1999年8月 - 2003年8月     |
| 9    | 柳珍桓 유진환 | 2003年8月 - 2007年9月     |
| 10   | 姜基洪 강기홍 | 2007年10月 - 2011年10月   |
| 11   | 沈東燮 심동섭 | 2011年10月 - 2015年5月    |
| 10   | 金現換 김현환 | 2015年8月 - 2018年7月     |
| 10   | 黄星雲 황성운 | 2018年10月 - 2021年10月   |
| 10   | 孔炯植 공형식 | 2021年11月 - 現在         |

## 施設及び利用案内
- ギャラリーMI(1F)
芸術作品の 「美しさ」（美：MI）を、目で「見る」（見：MI）ことにより、その中に込められた情緒と文化を心で「観る」（観：MI）文化交流の空間　(283.5m2)
- ハンマダンホール(2F)
舞台芸術公演・映画上映会・講演会など各種イベントを行う多目的ホール 韓国の伝統芸術・大衆音楽・演劇などの舞台公演や映画上映会・シンポジウム・講演会など開催.(307席)
- 図書映像資料室(3F)
韓国文化関連図書および映像資料を所蔵する韓国専門資料室
朝鮮語図書約20,000冊、日本語による韓国関連図書約10,000冊を所蔵し、無料会員登録後、貸出サービスも利用可能。
韓国関連の雑誌・新聞の閲覧、韓国映画やドラマの視聴可能。
【 利用時間 】火〜土　10:00〜17:00・休館日 - 日曜日・月曜・祝日・3/1・8/15・10/3・年末年始
- ベウムト（セミナー室） (4F)
朝鮮語講座・子供を対象にした文化教室などさまざまな分野の講座やセミナーなどを開催。（収容人数20名） ※ベウムトとは「学びの場」の意味。
- ウルリム（伝統楽器実習室） (4F)
防音施設が備わった伝統楽器実習室。ウルリムとは「響き」の意味
- 韓国の伝統家屋「サランバン」及びハヌル庭園(4F)
朝鮮王朝時代の住居様式を代表する「昌徳宮 演慶堂」をモチーフにして、韓国の伝統生活の空間を再現した体験空間